# Валдас Туткус
Валдас Туткус (лит. Valdas Tutkus, нар. 27 грудня 1960) — литовський генерал-лейтенант, колишній командувач збройними силами Литви.

## Біографія
Валдас Туткус народився 27 грудня 1960 року у Вільнюсі. З 1978 по 1982 роки навчався в Ташкентському вищому загальновійськовому командному училищі. У 1988—1991 роках навчався у Військовій академії імені М. В. Фрунзе в Москві. У 1996 році закінчив коледж НАТО у Римі. У 2004—2009 роках обіймав посаду командувача збройних сил Литви.
5 жовтня 2023 року Туткус оголосив про свій намір балотуватися як кандидат на президентських виборах у Литві 2024 року за підтримки партії «Разом з Vytis», раніше відомої як Партія пенсіонерів Литви.

## Військові звання
- 1982 — лейтенант;
- 1984 — старший лейтенант;
- 1986 — капітан;
- 1990 — майор;
- 1991 — лейтенант-полковник;
- 1994 — полковник;
- 2001 — генерал бригади;
- 2004 — генерал-майор;
- 2007 — генерал-лейтенант.

## Нагороди
- У 2001 році Туткус був нагороджений зброєю, названою у його честь[1].
- В 2003 його нагородили кавалерським хрестом ордена Вітаутаса Великого[2].
- Пам'ятний знак Міністерства національної оборони Литви на згадку про виведення російської армії з Литви.
- Почесний знак «За заслуги перед національною обороною».
- Знак Пошани Залізного Вовка.
- Медаль «За заслуги».
- У 2009 році він був нагороджений Хрестом кавалера ордена Хреста Вітіса[3].